# A.S. Handball Albatro Siracusa 2012-2013

## Stagione
L'Albatro Teamnetwork Siracusa partecipa nella stagione 2012-2013 al campionato di Serie A2. Al termine della stagione regolare, verrà promosso in Serie A1.